# Olympique de Marseille (basket-ball)
Pour les articles homonymes, voir Olympique de Marseille (homonymie).
L'Olympique de Marseille est un ancien club français de basket-ball. La section avait aussi son homologue féminin.

## Histoire
Une équipe de basket-ball du club omnisports de l'Olympique de Marseille est recensée dans les années 1930, mais n'enregistre pas de performances notoires sur la scène du basket français. En 1949, l'Union athlétique de Marseille, champion de France 1948 et vice-champion de France 1949, voit son équipe première dissoute, et repart en division fédérale, une équipe de l'OM est alors reformée en 1949, constituée des meilleurs joueurs de l'UA Marseille et qui prend déjà l'étiquette de favori dans son championnat Honneur, qui est alors la deuxième division. La section remporte le Championnat de France Excellence en 1952. Les Olympiens évoluent ensuite dans l'élite du basket-ball français de 1952 à 1954.
La section disparaît à l'issue de cette saison. Néanmoins, une équipe existe en 1959, éliminée par le SO Carcassonne en Coupe de France 1959-1960.
En 2002, Christophe Bouchet annonce son projet de redonner à l'OM son côté omnisports en rouvrant une section basket-ball, nommée OM Basket 13. L'OM est alors en pourparlers avec le Montpellier Paillade Basket pour reprendre le club qui est sur le point de disparaître en raison de difficultés financières ; il s'agit en fait d'une mise sous franchise du club montpelliérain, ce qui aurait été une première en France. Malgré le soutien du Conseil général des Bouches-du-Rhône, le projet n'aboutira pas, Bouchet n'ayant pas « l'assurance d'un consensus total du monde du basket », qui verrait « l'image d'un Marseille arrogant, qui arrive directement en Pro A, avec son argent ».

## Palmarès
- Championnat de France Excellence (1)
  - Vainqueur: 1952[6]
- Championnat de France Honneur
  - Vice-champion : 1951[11],[12]
- Championnat du Littoral - Division d'Excellence
  - Vice-champion : 1934[13].
- Championnat du Littoral - Première Série
  - Champion : 1935 (équipe 3)[14].

## Bilan saison par saison
| Saison    | Division        | Classement/Tour final | Coupe de France |
| --------- | --------------- | --------------------- | --------------- |
| 1927-1928 | Excellence (D1) |                       | N'existe pas    |
| 1931-1932 | Honneur (D2)    | 2e tour               | N'existe pas    |
| 1933-1934 | Honneur (D2)    | 1er tour préliminaire | N'existe pas    |
| 1949-1950 | Honneur (D2)    | 16e de finale         | N'existe pas    |
| 1950-1951 | Honneur (D3)    | Finaliste             | N'existe pas    |
| 1951-1952 | Excellence (D2) | Champion              | N'existe pas    |
| 1952-1953 | Nationale (D1)  | 3e/10 Poule B         | 1/32 de finale  |
| 1953-1954 | Nationale (D1)  | 8e/8 Poule B          | 1/8 de finale   |
| 1954-1955 | Excellence (D2) | Forfait               | 2e tour         |

## Anciens joueurs
- Jacques Bério[24]
- René Chocat[24]
- Pierre Raynaud[24]
- Jean-Pierre Salignon[24]